# Gewichtheffen op de Paralympische Zomerspelen 1984
De VIIe Paralympische Spelen werden in 1984 gehouden in Stoke Mandeville (Verenigd Koninkrijk) en New York, Verenigde Staten.
De Paralympics van 1984 werden in twee verschillende landen georganiseerd. Dit was vooral te wijten aan de Amerikaanse Gehandicaptensport Organisaties. Met name de Amerikaanse Wheelchairsport Association wilde dermate veel invloed en atleten op de Spelen, dat dat voor de andere Organisaties (Blinden, Spastici en Amputees) niet accepteerbaar was. Deze drie organisaties besloten om de Paralympics in New York USA te houden van 16 juni tot 30 juni 1984, zonder de rolstoelers. Deze kregen hun eigen spelen in Stoke Mandeville, Verenigd Koninkrijk van 23 juli tot 1 augustus 1984.
Er werden tijdens deze spelen 18 sporten beoefend. Een van deze achttien sporten was het gewichtheffen. Voor Nederland waren er geen deelnemers bij deze sport

## Evenementen
Er stonden veertien evenementen op het programma voor de Mannen, zeven in New York en zeven in Stoke Mandeville.
New York
- tot 51 kg
- tot 57 kg
- tot 65 kg
- tot 75 kg
- tot 85 kg
- tot 95 kg
- boven 95 kg

Stoke Mandeville
- tot 51 kg
- tot 57 kg
- tot 65 kg
- tot 75 kg
- tot 85 kg
- tot 95 kg
- boven 95 kg

## Mannen

### New York
| Klasse      | gewicht | land | Goud               | land | Zilver          | land | Brons             |
| ----------- | ------- | ---- | ------------------ | ---- | --------------- | ---- | ----------------- |
| tot 51 kg   | 107.5   | SWE  | Nils-Ake Lindahl   | FRA  | Herve Paillet   | SWE  | Keum Jong Jung    |
| tot 75 kg   | 130     | FIN  | Timo Palonen       | FIN  | Veikko Vaananen |      |                   |
| tot 65 kg   | 140     | FIN  | Raimo Aalto        | FRA  | Patrick Garnier | GBR  | Alper Ali         |
| tot 75 kg   | 152     | SWE  | Kurt Henningsson   | USA  | Donald Deutsch  | LUX  | Marcel Kockelmann |
| tot 85 kg   | 185     | FRA  | Bernard Barberet   | BEL  | Theo Decicco    | GBR  | Fred McKenzie     |
| tot 95 kg   | 175     | SWE  | Arne Karlsson      | GBR  | Anthony Bishop  |      |                   |
| boven 95 kg | 180     | SWE  | Stanislaw Rogowski | USA  | David Bowers    | SWE  | Nils Karreberg    |

### Stoke Mandeville
| Klasse      | gewicht | land | Goud                | land | Zilver               | land | Brons               |
| ----------- | ------- | ---- | ------------------- | ---- | -------------------- | ---- | ------------------- |
| tot 51 kg   | 152.5   | ISR  | Shmuel Haimovitz    | FRA  | J. M. Barberane      | USA  | M. Knutson          |
| tot 75 kg   | 142.5   | GBR  | Brian Stones        | GBR  | C. Wood              |      |                     |
| tot 65 kg   | 172.5   | POL  | Ryszard Fornalczyk  | SUI  | Pietro Valsangiacomo | FRA  | Dominique Hainault  |
| tot 75 kg   | 192.5   | FRA  | Jean Grandsire      | USA  | Charles Roedelbronn  | BEL  | Carl Muylle         |
| tot 85 kg   | 217.5   | ISR  | Abraham Strauch     | FRA  | Gerard Houdmond      | USA  | Mitchell Strickland |
| tot 95 kg   | 222.5   | POL  | Ryszard Tomaszewski | GBR  | R. Rowe              | MEX  | Victor Valdez       |
| boven 95 kg | 275     | SWE  | Bengt Lindberg      | FRA  | N. Clemente          | SUI  | Alfredo Battistini  |

Atletiek · Bankdrukken · Basketbal · Boogschieten · Boccia · CP-voetbal · Gewichtheffen · Goalball · Koersbal · Paardensport · Schermen · Schietsport · Snooker · Tafeltennis · Volleybal · Worstelen · Wielersport · Zwemmen
Tokio 1964 ·
Tel Aviv 1968 ·
Heidelberg 1972 ·
Toronto 1976 ·
Arnhem 1980 ·
New York & Stoke Mandeville 1984 ·
Seoel 1988 ·
Barcelona 1992